# Joel (Dotawo)
Joel war ein König des christlich-nubischen Königreiches von Dotawo, der um 1485 regierte.
Joel ist einer der letzten sicher belegten nubisch-christlichen Könige überhaupt. Er erscheint in einem Graffito in der Kathedrale von Faras, in einer Inschrift in der Kirche von Tamit, in einem 1484 datierten Brief von Gebel Adda und in einer Inschrift in einem alt-ägyptischen, später zu einer Kirche umgebauten Tempel nahe diesem Orte. Die relativ hohe Anzahl erhaltener Inschriften erscheint bemerkenswert, vor allem da er in eine Zeit datiert, kurz bevor die christlichen Reiche in Nubien verschwanden. Joel scheint jedenfalls noch einige Bedeutung gehabt zu haben, und es wird berichtet, dass er zumindest einen Vasallenkönig unter sich hatte: König Tienossi von Ilenat.